# Pontogenia mcintoshi
Pontogenia mcintoshi är en ringmaskart som beskrevs av Monro 1924. Pontogenia mcintoshi ingår i släktet Pontogenia och familjen Aphroditidae. Inga underarter finns listade i Catalogue of Life.